# Japanische Schule Basel
Die Japanische Schule Basel (japanisch バーゼル日本語学校, Bāzeru nihongo gakkō) wurde gegründet, um im Raum Basel lebende Kinder mit japanischen Wurzeln frühzeitig mit der japanischen Sprache in Kontakt zu bringen. Die seit 1985 bestehende Schule hiess zuerst «Basel Japanese School» und wurde 1996 in «Japanische Schule Basel» umbenannt.

## Geschichte
Die Japanische Schule Basel wurde 1985 von einigen in der Region Basel wohnenden Japanerinnen gegründet. Das Ziel der Schule war es, den Kindern die Chance zu geben, die japanische Sprache zu erlernen und die japanische Kultur zu pflegen. Zu Beginn unter dem Namen «Basel Japanese School» gab es 1985 nur eine einzige Schulklasse, die Kinder vom Kindergartenalter bis zur zweiten Klasse der Primarschule unterrichtete. Jedoch wurde die Klasse bereits im zweiten Jahr nach Alter und Fähigkeit in zwei Klassen aufgeteilt. Seit 2003 ist die Schule vom Basler Bildungsrat als HSK-Schule (Heritage Language and Heritage Culture Class) akkreditiert und wird vom Kanton Basel-Stadt unterschiedlich unterstützt. Im Verlaufe der Jahre nahm die Zahl der Kinder zu und demnach wurden von Jahr zu Jahr immer mehr Klassen gebildet, sodass im Jahr 2021 ungefähr 100 Schülerinnen und Schüler auf 10 verschiedenen Lehrpersonen in zehn Klassen unterteilt werden.

## Standorte
Die Japanische Schule Basel ist an drei verschiedenen Standorten vorzufinden. Die verschiedenen Standorte werden in die verschiedenen Klassenstufen unterteilt:
- Die Kindergartenstufe hat ihren Standort an der Delsbergerallee 29, 4053 Basel, im Gundeldingerquartier.
- Die Primarstufen haben ihren Standort an der Emanuel-Buechel-Strasse 45, 4052 Basel; dieses Schulhaus ist ausserdem das Christoph-Merian-Schulhaus.
- Die zwei Oberstufen haben ihren Standort an der Kohlenberggasse 11, 4052 Basel; dieses Schulhaus gehört der Berufsfachschule Basel.

## Schulsystem
Die Aufteilung der Standorte basiert auf dem gleichen Schulsystem wie in der Schweiz. Die Schülerinnen und Schüler werden in die Schwierigkeitsstufen Kindergarten, Primar- und Sekundarstufe aufgeteilt. Somit gibt es momentan eine Kindergartenstufe, sieben Primarstufen und zwei Sekundarstufen. Da es so viele Schüler gibt, mussten anstelle von sechs Primarstufen, sieben gebildet werden. Im Normalfall lernt jede Klasse in einem Jahr den Schulstoff, den die japanischen Schüler in Japan selbst in einem halben Jahr lernen. Deshalb steigen die Schülerinnen und Schüler nach jeweils zwei Jahren in die nächste Stufe auf. Die Klassenstufen werden nach dem Alphabet geordnet. Die höchste Stufe ist A und geht runter bis zum Buchstaben I, der die erste Primarstufe widerspiegelt.

## Schulische Möglichkeiten
Den Schülern, welche die japanische Schule besuchen, wird die Chance geboten, bei dem Japanese-Language Proficiency Test, das bis zur Schwierigkeitsstufe N2 von der Japan Foundation und der Japan International Education Support Association gesponsert wird, teilzunehmen. Zudem erhalten alle Schüler die Möglichkeit den Prüfungsstoff mit ihren Lehrpersonen im Unterricht anzuschauen und auch viel Zeit mit Übungsaufgaben zu verbringen. Dieser Test ist von vielen Bildungsträgern anerkannt und erweitert die Möglichkeit, Berufe in Japan auszuüben.